# Synasellus hurki
Synasellus hurki är en kräftdjursart som beskrevs av Henry och Guy Magniez 1995. Synasellus hurki ingår i släktet Synasellus och familjen sötvattensgråsuggor. Inga underarter finns listade i Catalogue of Life.